# Бельмас Микола Семенович
Микола Семенович Бельмас (нар. 1906, село Князь-Іванівка Верхньодніпровського повіту Катеринославської губернії, тепер у складі села Олексіївка Софіївського району Дніпропетровської області — 3 травня 1968, місто Дніпропетровськ) — український радянський діяч, заступник голови Дніпропетровського облвиконкому, голова виконавчого комітету Дніпродзержинської міської ради депутатів трудящих Дніпропетровської області.

## Біографія
Трудову діяльність розпочав у 1924 році продавцем сільськогосподарського товариства на станції Милорадівка Катерининської залізниці. З 1925 року працював на металургійному заводі імені Дзержинського у місті Кам'янському.
З 1931 року — на відповідальній адміністративній і радянській роботі у місті Кам'янському (Дніпродзержинську) Дніпропетровської області.
Член ВКП(б) з 1938 року.
Під час німецько-радянської війни перебував у евакуації. У 1941—1944 роках — на господарській та партійній роботі у Чкаловській і Тамбовській областях РРФСР.
У квітні 1944—1948 роках — голова виконавчого комітету Дніпродзержинської міської ради депутатів трудящих Дніпропетровської області.
У 1948—1956 роках — заступник голови виконавчого комітету Дніпропетровської обласної ради депутатів трудящих.
У 1956 — січні 1968 року — голова правління Дніпропетровської обласної спілки споживчих товариств (облспоживспілки).
З січня 1968 року — персональний пенсіонер.

## Нагороди
- орден Леніна
- два ордени Трудового Червоного Прапора (23.01.1948,)
- орден «Знак Пошани» (26.02.1958)
- медалі